# さくらわかな
さくら わかな（2002年〈平成14年〉3月21日 - ）は、日本のAV女優。石川県出身。Bstar所属。

## 経歴
2023年6月『FIRST IMPRESSION 159 美しく綺麗、品あるお嬢様、そしてエッチ…』でアイデアポケットからデビューした。
同年11月13日週FANZAレンタルフロアランキングにて、『専属第2弾 エッチなSEX 4回もしちゃった 初体験4本番全6コーナー!! さくらわかな』が初登場5位となる。
同年11月20日週FANZAレンタルフロアランキングにて、『転校生はおっとりスケベなお嬢様 アイドル制服美少女のモジモジイクイク3本番 さくらわかな』が初登場6位となる。『専属第2弾～』は同週では3位に浮上した。
11月27日週FANZAレンタルフロアランキングでは、『転校生は～』が3位へとランクアップ。
12月4日週の同ランキングにて、『転校生は～』が1位を獲得。同週ランキングではデビュー第2作も6位にランクアップした。
2024年3月4日、東京・渋谷にあるLOFT9Shibuyaで行われた「Bstarトークライブ～まりりんといっしょ～」にゲスト出演。
2025年5月4日にはTREND GIRLS撮影会2025に参加し、クラシカルなビキニ姿でファンを魅了したことが報道された。
同年5月5日週FANZA通販フロアランキングにて、出演した『日本よ、これがアイポケだー。 BEAUTY VENUS THE HARLEM もう絶対に揃わない夢の究極共演！！ 痴女プレイ全10コーナー330分！』が初登場2位を記録した。
同年6月30日週FANZA通販フロアランキングにて、出演した『BEAUTY VENUS THE HARLEM-episode3- 24時間強●フル勃起！チ○ポ争奪！年中発情期の美人5姉妹に痴女られて賢者タイム無しのハメっぱなし同棲生活 西宮ゆめ 古川ほのか さくらわかな 佐々木さき 愛才りあ』が初登場10位となる。

## 人物
- 趣味・特技は、一人旅、ピアノ[2]。苦手なものはセロリと運動（特に球技）[11]。
- 昔から人見知りするタイプで、少人数での会話は頑張ってするようにしているが、大人数での会話の場は苦手で黙ってしまう。また、同世代の特にノリの良い人が苦手で、落ち着いている年上の人と話す方が安心できると明かしている[11]。
- 光文社『FLASH』2023年9月5日号でグラビアで登場した際に「金沢の箱入り娘」と評していた[2]。
- 中学校の3年間は吹奏楽部に所属し、打楽器を演奏していた[11]。
- 初恋愛は18歳の時で相手は4つ上の人だった[12]。異性のビジュアルに特に拘りは無いが、30代から40代の落ち着いていて、あまり感情的にならない男性が好み[13]。

## 作品

### アダルトビデオ
- FIRST IMPRESSION 159 美しく綺麗、品あるお嬢様、そしてエッチ… さくらわかな（6月13日、アイデアポケット）
- 専属第2弾 エッチなSEX 4回もしちゃった 初体験4本番全6コーナー!! さくらわかな（7月11日、アイデアポケット）
- 転校生はおっとりスケベなお嬢様 アイドル制服美少女のモジモジイクイク3本番 さくらわかな（8月8日、アイデアポケット）
- 美しく綺麗、品あるお嬢様、「さくらわかな」のトロけるフェラチオ尽くしエッチ さくらわかな（9月12日、アイデアポケット）
- 媚薬痴漢 物静かな制服美少女は通学電車の快楽が忘れられなくて… さくらわかな（10月10日、アイデアポケット）
- 絶頂覚醒 もうセックスなしでは生きていけない… 絶頂イキ203回マ〇コ痙攣1978回鬼ピストン3420回快感潮測定不能 さくらわかな（11月14日、アイデアポケット）[1]

- 汚された美顔 監禁され来る日も来る日もむさくるしい男達の汚濁ザーメンを顔射され続けた美容部員 さくらわかな（1月9日、アイデアポケット）
- バイト先の可愛い先輩が大嫌いな店長の指示で際どいミニスカを穿かされセクハラ挿入快楽堕ちしていた。 さくらわかな（3月12日、アイデアポケット）
- パンストマニアの標的になった太もも美脚女教師 美脚すらり! まんまる美尻! 狂気的ストーカーの粘着性交 さくらわかな（4月9日、アイデアポケット）
- セックスの悦びを知らないワタシは父親の借金のカタに極道の家に監禁され犯され輪姦されイカされ続け10日後セックス無しでは生きられない早漏メイドに改造されていました。 さくらわかな（5月14日、アイデアポケット）
- 隣人変態野郎に媚薬拉致監禁…美人姉妹ぶっ飛びキメセク肉穴便器化… さくらわかな 希島あいり（6月11日、アイデアポケット）
- 予約取れない人気店! 美脚スレンダー美女が金玉空っぽになるまでヌイてくれる超高級メンズエステ さくらわかな（7月9日、アイデアポケット）
- 彼女のお姉ちゃんの無自覚透け乳首と食い込みマンスジのW誘惑にガマンできずに暴走ピストン! さくらわかな（8月13日、アイデアポケット）
- 可愛いくてエロい後輩OLをホテルへお持ち帰りしたら… 度を越えた≪絶倫女≫で返り討ちにあった。 さくらわかな（9月10日、アイデアポケット）
- 死ぬほど嫌いな義父の大好物は女子〇生のワタシでした… 犯●れながらイカされる最大屈辱レ×プ さくらわかな（10月8日、アイデアポケット）
- 月に一度のAV撮影を心から待ち侘びるむっつりドスケベさくらわかなが30日間のハメ禁オナ禁を解禁して挑む理性が吹き飛ぶ愛のない発情ケダモノSEX さくらわかな（11月12日、アイデアポケット）
- 大好きな幼馴染と陸上部の合宿へ・・幼馴染が学校一のヤリチン先輩に死ぬほどイカされるのを命令されて物陰から見ていた屈辱と興奮の僕。 さくらわかな（12月10日、アイデアポケット）

- 「女１人で参加したのが間違いでした…」 宅飲みで同級生達に廻された女子大生。さくらわかな（1月14日、アイデアポケット）
- さくらわかな初ベスト アイデアポケットデビュー！1周年記念 12タイトル！8時間（1月14日、アイデアポケット）
- 死ぬほど大嫌いな上司と出張先の温泉旅館でまさかの相部屋に… 醜い絶倫おやじに何度も何度もイカされてしまった私。 さくらわかな（2月11日、アイデアポケット）
- 絶対に逃がさない連れ回しレ×プ！1泊2日地獄デート 誘拐してまでヤリたい女 出張と偽り私を軟禁し犯し続けた2日間 さくらわかな（3月11日、アイデアポケット）
- 全コーナーニーハイ着用＆完全着衣 股下78cm！長身スレンダー美少女とパコパコズボズボ美脚コスプレ学園祭 さくらわかな（4月18日、アイデアポケット）
- お漏らし性処理ナース 絶倫患者の発情ピストンで無理やり犯●れ本心とは裏腹に大量イキ潮吹き出すふしだらな私 さくらわかな（6月10日、アイデアポケット）
- 日本よ、これがアイポケだー。 BEAUTY VENUS THE HARLEM もう絶対に揃わない夢の究極共演！！ 痴女プレイ全10コーナー330分！ 桜空もも 長浜みつり 西宮ゆめ 古川ほのか さくらわかな 佐々木さき 愛才りあ 役野満里奈（6月10日、アイデアポケット）
- 輪●願望 犯●れることに悦びを覚えてしまったドM美少女 さくらわかな（7月8日、アイデアポケット）
- さくらわかな中出し解禁 人体固定 マ○コ破壊生ハメピストン無限FUCK 身動き取れずに強●中出しアクメ（8月12日、アイデアポケット）

### VR
- 初8KVR さくらわかなと究極イチャラブ同棲生活 初々しさがたまらない!超鮮明で超リアル!バイノーラル収録で耳と目を幸福にする究極のセックス（12月22日、アイデアポケット）

- 8KVR べロキスだらけ唾液まみれの痴女SEX さくらわかな（2月16日、アイデアポケット）
- 8KVR! 2SEX! 長尺130分! 制服美少女 × 超美脚 × 絶対領域ニーハイ 脚フェチアングル & 美脚プレイ満載の明るいパコパコ学園生活VR さくらわかな（6月21日、アイデアポケット）

- 最高の愛人と不倫温泉旅行8KVR さくらわかな（1月10日、アイデアポケット）
- 8KVR 出張夜の寂しい気持ちにつけ込む小悪魔デリヘル嬢のキケンな裏オプ誘惑 お小遣いくれたら超サービスしちゃうよ さくらわかな（3月21日、アイデアポケット）
- 8K高画質! 呼べばいつでも笑顔で性奉仕してくれる僕専用スレンダー美脚メイド 2SEX! 6射精! 長時間134分! さくらわかな（5月16日、アイデアポケット）

### アダルト配信限定
- 配信限定：ナチュポケ REC : さくらわかな ハメ撮り IP女優のありのまま解禁（2024年5月26日、アイデアポケット）

### イメージビデオ
- Wakana My first image さくらわかな（2023年9月21日、REbecca）

### デジタル写真集
- Wakana My first image さくらわかな（2月22日、REbecca）
- ＃Escape さくらわかな（3月29日、ジーオーティー、撮影：manimanium）
- We are IdeaPocket! Special Photo Book 2024（2024年5月17日、FANZA BEAUTY COLLECTION）※「アイデアポケット」専属女優10名によるオムニバス写真集。FANZA限定配信。

- さくらわかな さくらの季節 FRIDAYデジタル写真集（4月4日、講談社、撮影：篠原潔）

## 製品

### トレーディングカード
- AVC ジューシーハニー PLUS ＃24 さくらわかな & 恋渕ももな & 山岸あや花 & 金松季歩（2024年10月26日、株式会社ハバロッサ）

## 出演

### テレビ
- 月ともぐら（2023年11月17日 - 12月15日・2024年5月24日 - 31日、テレビ東京）

### ウェブテレビ
- カチコチTV（2024年8月30日・9月6日・13日、FANZA TV）
- 東京スキャンダルクラブ（2024年9月18日 - 10月9日、FANZA TV）
- 鶴瓶&ナイナイのちょっとあぶないお正月2025（2025年1月1日、ABEMA）- 蛇柄チャイナドレス美女役

### イベント
- Bstarトークライブ ～まりりんといっしょ～（2024年3月4日、東京・LOFT9 Shibuya）[14]

### 音楽イベント
- 楽演祭 vol.28（2023年12月27日、東京・池袋 LIVE INN ROSA）[15]
- 楽演祭 vol.35（2025年2月12日、東京・池袋 LIVE INN ROSA）[16]